# Hannes Heer
Pour les articles homonymes, voir Heer.
Hans Georg Heer (surnommé Hannes, né le 16 mars 1941 à Wissen an der Sieg) est un historien allemand.

## Biographie
Heer a étudié la littérature et l'histoire à Bonn, Fribourg et Cologne. Il a été élu en janvier 1965 au parlement des étudiants à Bonn et un an plus tard a fait partie des refondateurs du Sozialistischer Deutscher Studentenbund (SDS).
En 1995, Hannes Heer était directeur scientifique d'une exposition organisée par l'Institut de Recherches Sociales de Hambourg titrée La Guerre d’anéantissement. Les crimes de la Wehrmacht 1941–1944, connue en Allemagne sous le nom de « Wehrmachtsausstellung (de) ». Directeur scientifique de cette exposition, il a accusé ainsi la Wehrmacht d’avoir commis des crimes contre l’humanité, comme en avaient commis les unités de la SS et du SD sur le front de l’Est de 1941 à 1944
Des centaines de photos personnelles, saisies sur les soldats morts ou prisonniers, éclairent la barbarie au quotidien : brutalités, fusillades, pendaisons, villages en flammes. L'exposition a été montrée ensuite à Berlin puis Stuttgart, Vienne, Fribourg et Munich en 1997. Partout elle a bouleversé l'opinion et suscité des réactions enflammées. A Munich en particulier, la droite locale et les vétérans ont dénoncé « une campagne contre les Allemands » ou des atteintes à « l'honneur du soldat allemand ».

## Distinctions
Hannes Heer a reçu en 1997 la Médaille Carl von Ossietzky au nom de l'équipe qui a organisé l'exposition Vernichtungskrieg. Verbrechen der Wehrmacht 1941 bis 1944 (Guerre d'extermination. Les crimes de la Wehrmacht 1941-1944)

## Œuvres (sélectionl)
- Tote Zonen - Die deutsche Wehrmacht an der Ostfront, 1999,  (ISBN 3-930908-51-4)
- Vom Verschwinden der Täter, 2004,  (ISBN 3-7466-8135-9)
- Hitler war's. Die Befreiung der Deutschen von ihrer Vergangenheit, 2005,  (ISBN 3-351-02601-3) (C’était Hitler, La libération des allemands de leur passé)
- Literatur und Erinnerung. Die Nazizeit als Familiengeheimnis, in: Zeitschrift für Geschichtswissenschaft, 53. Jg., cahier 9, septembre 2005, S. 809-835*
- La tête de la méduse. Réactions à exposition Guerre d'extermination. Les crimes de la Wehrmacht 1941-1944 in Musées de guerre et mémoriaux, éditions de la Maison des sciences de l'homme  (ISBN 2-7351-1079-6)